# Xã Marion, Quận Ogle, Illinois
Xã Marion (tiếng Anh: Marion Township) là một xã thuộc quận Ogle, tiểu bang Illinois, Hoa Kỳ. Năm 2010, dân số của xã này là 4.135 người.